# レイ・ランケスター
エドウィン・レイ・ランケスター（Sir E. Ray Lankester, 1847年5月15日 - 1929年8月13日）はロンドン生まれのイギリスの動物学者。彼はファーストネームのエドウィンを常にEと略して書いた。

## 生涯
レイ・ランケスターはロンドンでコレラの蔓延を防止した医者、博物学者エドウィン・ランケスターの息子として生まれた。おそらく彼の名は博物学者ジョン・レイにちなんでいる。彼の父はレイ協会のためにジョン・レイの記念文集を編纂した。
1855年にレイはサリーの全寮制学校に通い、1858年にセントポール校へ進んだ。大学教育はケンブリッジ大学のダウニング・カレッジとオックスフォード大学のクライスト・チャーチで受けた。ダウニングカレッジで5年学んだ後、ジョージ・ロールストンが着任したためにより良い教育が受けられると考えた両親の強要でクライストカレッジへ移った。1868年に首席で卒業した。彼の教育はウィーン、ライプツィヒ、イェーナへの留学で継続した。その後ナポリの海洋研究所で少し研究を行った。エクセター・カレッジの研究員になるために試験を受け、学位を取得する前にトマス・ハクスリーの元で学んだ。
ランケスターは従って、ハクスリーやベイツ、ウォレスのような前世代のイギリスの生物学者たちよりも遥かに良い教育を受けることができた。それでも彼の父親と、父の友人たちの影響は同じくらい重要だった。ハクスリーは彼の家族の友人であり、ハクスリーを通して少年だったレイはフッカー、ヘンフリー、クリフォード、ゴス、オーウェン、フォーブス、カーペンター、ライエル、マーチソン、ヘンズロー、そしてダーウィンと会った。
彼は堂々とした風格を持ち、暖かみのある人物であった。幼少の頃はエイブラハム・リンカーンのファンだった。彼の教育活動、振る舞い、他者への励ましは生き生きとしており力強く、ハクスリーの称賛者として適任だったために、ハクスリーは青年だったランケスターを近くで働かせた。しかし個人的にはハクスリーほど洗練されておらず、しばしば無礼な態度のために敵対者を作った。これは明らかに後半生に悪い影響を与え、彼のキャリアを制限した。
ランケスターは脚色されていくつかの小説に登場する。H.G.ウェルズの『Marriage』に登場するロデリック・ドーヴァー卿は彼がモデルである（ウェルズはランケスターの学生の一人であった）。ロバート・ブリフォルトの『Europa』はランケスター自身と、友人カール・マルクスとの交友を見事に描いている。またアーサー・コナン・ドイルの『The Lost World』のチャレンジャー教授のモデルと示唆されたこともあった。ただしドイルはエジンバラ大学の生理学教授ウィリアム・ラザフォードをモデルにしたと述べている。
ランケスターは生涯独身であった。

## 経歴
ランケスターは1873年にオックスフォードのエクセター・カレッジの会員となった。1869年から1871年の父の死まで、父が創設した学術誌Quarterly Journal of Microscopical Science（現在のJournal of Cell Science）の共同編集者となった。
1874年から1890年までユニバーシティ・カレッジ・ロンドン（以下UCL）の動物学ジョドレル教授、1891年から1898年までオックスフォード大学比較解剖学のリナカー教授、1898年から1907年まで大英博物館自然史館（現ロンドン自然史博物館）の館長を務めた。1875年にロンドン王立協会フェローに選出された。1884年にはプリマス海洋生物学会を創設した。彼は比較解剖学と進化学の教師、執筆家としても影響力があった。また原生動物、軟体動物、節足動物の研究を行った。
UCLではウォルター・ウェルドンを教え、ウェルドンはのちにUCLでランケスターの後任の教授となった。もう一人の特筆すべき学生はアルフレッド・ギブス・ボーンである。ボーンはインド帝国の生物学と教育行政に関わり、1915-1921年にインド理科大学院の院長を務めた。ランケスターがリナカー教授としてオックスフォードへ去ったあと、UCLのグラント博物館はウェルドンの元で発展し続けた。ウェルドンはフランシス・ゴルトン、カール・ピアソンとともに生物測定学の創設者としても有名である。ウェルドンは1899年にランケスターの後を追ってオックスフォードへ移った。
ハクスリーの後、彼にもっとも影響を与えたのはドイツの生物学者アウグスト・ヴァイスマンであった。ヴァイスマンはラマルキズムを否定し、進化の主要な原動力として、他の多くの生物学者が懐疑的であった時代に、心から自然選択説を支持した。ソーマ（体細胞）と生殖質（遺伝物質）の分離というヴァイスマンのアイディアは、その重要性が理解されるまでに長い時間がかかった。ランケスターはその重要性を理解した最初の一人であった。ランケスターはヴァイスマンのエッセイを読んだ後に自然選択を完全に受け入れた。そしてエッセイのいくつかを英語に翻訳した。
ランケスターの影響は研究者としてよりも教育者としての方が大きい。エルンスト・マイヤーは「オックスフォードで（自然）選択主義の学派を創設したのはランケスターであった」と述べた。ウェルドンに加えて彼の影響はエドウィン・グッドリッチ（オックスフォードの動物学リナカー教授、1921-46）と、間接的にジュリアン・ハクスリーと彼の弟子たちにまで及んだ。
彼はサウスケンジントンでT.H.ハクスリーの同僚として働き、フランシス・バルフォアが若くして死去するとハクスリーによってその後継者に指名された。動物学者として、ランケスターはハクスリーの学派の比較解剖学者であり、カブトガニとクモ類の関連を示唆した最初の一人であった。研究生活の大部分は無脊椎動物に向けられた。彼のカブトガニ標本は現在でもUCLのグラント動物学博物館で見ることができる。また彼の師T.H.ハクスリーと同じように、一般読者向けの生物学に関する書籍を数多く著した。
1907年にナイトに叙され、ロンドン王立協会から1885年にロイヤル・メダル、1913年にコプリ・メダルを受賞した。1920年リンネ・メダル受賞。

### 大英自然史博物館
ランケスターの時代には自然史博物館はロンドン近郊のサウスケンジントンに建物をもっていた。しかし財政と運営の問題でそれは大英博物館に従属しており、自然史館の館長も大英博物館の首席司書の部下だった。司書は科学者ではなく、したがってトラブルはいつでも起きえた。この問題は伝統という力によって抑圧されていた科学を解放しようとした闘争の一側面であり、オーウェン、フッカー、ハクスリー、ティンダルらとは異なったやり方で、ランケスターは改革を行おうとしたのだと考えることができる。
問題はすでに、前任のウィリアム・フラワー卿が死去の直前に館長を辞し、ランケスターが後任として立候補したときから起きていた。首席司書で古文書学者だったエドワード・マウンド・トムソン卿は博物館の理事の秘書でもあり、そのために思い通りに事を運べる立場にあった。有能で権力を持っていたトムソンが自然史館を含む博物館全体を支配しようとしていた事を示すたしかな証拠がある。30年以上にわたって科学の独立性のための戦いを主導してきたハクスリーはすでにおらず、この問題は若い世代に残されていた。ミッチェル、ポールトン、ウェルドンらはランケスターの主要な支持者で、彼らは共同して理事会や政府、報道機関に働きかけた。最終的にランケスターは対抗の候補であったラザルス・フレッチャーに代わって1898年に館長に任命された。
対立は回避不可能だった。絶えず博物館に干渉し、改善の試みを妨害し続けるトムソンとランケスターの争いは8年間続いた。トムソンは60歳で職員に辞職を求めることができるという規約の条項を発見し、トムソンの指示によって1907年にランケスターは辞任した。代わってラザルス・フレッチャーが後任に任命された。新聞はこの問題を大きく取り上げ、ランケスターの処置に対する抗議は海外の動物学者からも行われた。ランケスターにも有力な友人がいたことは、カンタベリー大司教から多くの退職金が支払われ、翌年彼にナイトの地位が与えられたことからも分かる。
この問題はそこで終わらなかった。最終的に自然史館は、まず運営の独立を得て、それから完全に大英博物館から分離された。今日、大英図書館、大英博物館と自然史博物館は異なる建物を持ち、財政と運営はそれぞれ完全に独立している。

### 合理主義
ランケスターはサフォーク（ウッドブリッジとフェリックストゥ地域）に家族的な繋がりがあって、トマス・ハクスリー、サミュエル・レインや他の人々とともに合理主義者のグループのメンバーであった。当時の著名な合理主義者エドワード・クラッドとも友人だった。1901年から1929年に死去するまでイプスウィッチ博物館の名誉館長を務めた。彼は旧石器時代以前の人類の道具とrostro-carinatesに関する技術の高さを確信するようになり、1910年から1912年のロンドン王立協会でそれらを擁護した。文通を通してサフォークの先史学者ジェームズ・リード・モワを科学的に指導した。
またカール・マルクスの後年の友人であり、彼の葬儀に出席した数少ない人物の一人であった。
1920年代には霊媒師の詐欺を暴露することに熱心だった。一般向けの科学書の著作家としても知られており、長年掲載し続けた新聞のコラムは『Science from an Easy Chair』と題されて1910年、1912年に出版された。

## 著作
- A Monograph of the Cephalaspidian Fishes (1870)
- Developmental History of the Mollusca (1875)
- Degeneration: a chapter in Darwinism (1880)
- Limulus:  An Arachnid (1881)
- The Advancement of Science (1889), collected essays
- Zoölogical Articles 1891)
- A Treatise on Zoölogy (1900-09), (editor)
- Extinct Animals (1905)
- Nature and Man (1905)
- The Kingdom of Man (1907)

### 英語
Scanned books on the Internet archive 
- Secrets of earth and sea (1920)
- Zoological articles contributed to the "Encyclopaedia Britannica" (1891)
- Diversions of a naturalist (1915)
- Science from an easy chair (1913)
- The kingdom of man (1907)
- The advancement of science. Occasional essays & addresses (1890)
- Science from an easy chair; a second series (1913)
- A treatise on zoology (1900-1909)
  - Volume 1
  - Volume 2
  - Volume 3
  - Volume 4
  - Volume 5
  - Volume 6
  - Volume 7
  - Volume 8
  - Volume 9